# Фантастична історія
«Фантастична історія» (рос. «Фантастическая история») — український радянський художній фільм 1988 року режисера Миколи Ільїнського. Імпровізація на теми старовинних казкових історій. 

## Сюжет
Старий ляльковий майстер розповідає своєму маленькому другу історію свого першого кохання.

## У ролях
- Євген Князєв — молодий Йоганес
- Костянтин Титов — Йоганес в старості
- Наталя Табакова — Фрекен Дана
- Гоша Бєлєнький — Оле
- Григорій Гладій — Майстер
- Аудріс Мечісловас Хадаравічюс — Курфюрст
- Юрій Дубровін — Ларсен
- Петро Бенюк — Капітан
- Арніс Ліцитіс — Прокажений
- Олександра Аасмяе — дочка Курфюрста
- Володимир Яковлєв — Хальдер
- Микола Олійник — Гравець

- В епізодах: Валентина Івашова, Ельжбета Лауцявічюте, Андрій Альошин, Микола Гудзь, Олександр Толстих, Ігор Шкурін

## Творча група
- Автор сценарію: Микола Ільїнський, Геннадій Енгстрем
- Режисер-постановник: Микола Ільїнський
- Оператори-постановники: Олександр Яновський, Андрій Владимиров, Павло Степанов, Сурен Шахбазян
- Художник-постановник: Марія Левитська
- Композитор: Іварс Вігнерс
- Звукооператор: Юрій Риков
- Режисери: А. Кудімова, В. Бажай
- Режисер монтажу: Марія Зорова
- Оператори: В. Родиченко, В. Басс, Євген Калін, Володимир Гутовський
- Художники по костюмах: Марія Левитська, Е. Погожева
- Художники по гриму: Тетяна Татаренко, Е. Бондарєва
- Декоратори: А. Батєнєв, І. Влазнєв
- Комбіновані зйомки: оператор — Валентин Симоненко; художник — Володимир Малюх, В. Мазохін
- Камерний оркестр Латвійської РСР, диригент — Товій Ліфшиц
- У фільмі використано музику Антоніо Вівальді, Р. Мадча, Генрі Перселла, Яна Сібеліуса
- Хореографія: Роберт Клявін, Алла Рубіна
- Редактор: Інеса Размашкіна
- Директор картини: Лілія Залесова